# Girl (альбом Марен Моррис)
| Совокупная оценка | Совокупная оценка |
| Источник          | Оценка            |
| ----------------- | ----------------- |
| Metacritic        | 66/100            |
| Оценки критиков   |                   |
| Источник          | Оценка            |
| AllMusic          | [ 7 ]             |
| Exclaim!          | 8/10              |
| The Guardian      | [ 9 ]             |
| Paste             | 7.1/10            |
| Pitchfork         | 6.3/10            |
| Rolling Stone     | [ 12 ]            |

«Girl» — второй студийный альбом американской кантри-певицы Марен Моррис, выпущенный 8 марта 2019 года на лейбле Columbia Nashville.
Альбом выиграл премию Грэмми в категории Лучший кантри-альбом.

## Об альбоме
Релиз диска состоялся 8 марта 2019 года на лейбле Columbia Nashville.
Альбом дебютировал на первом месте кантри-чарта США Top Country Albums и на четвёртом месте американского хит-парада Billboard 200 с тиражом 46,000 эквивалентных альбомных единиц (или 25,000 истинных продаж).
Альбом побил рекорд по крупнейшему показателю стриминговой недели для любого кантри-диска среди женщин с 24 млн стрим-потоков в его первую неделю.
Он также дебютировал на № 1 в кантри-чарте Top Country Albums. В феврале 2020 сертифицирован в золотом статусе RIAA после продажи более 500,000 копий в США.
Было продано 91,000 традиционных альбомных копий и 636,000 альбомных эквивалентных единиц к апрелю 2020 года.
Альбом получил положительные отзывы музыкальных критиков и интернет-изданий. Он получил 66 из 100 баллов на интернет-агрегаторе Metacritic. Среди отзывов: Exclaim! (отметили сильный вокал, а также зрелость и уникальность каждой песни), AllMusic (Стивен Томас Эрлвейн называл его «ярким, блестящим и большим альбомом, предназначенным для любой мыслимой аудитории»), Rolling Stone, The Guardian.
| Год  | Ассоциация                       | Категория         | Результат |
| ---- | -------------------------------- | ----------------- | --------- |
| 2019 | Country Music Association Awards | Album of the Year | Победа    |
| 2020 | Academy of Country Music Awards  | Album of the Year | Номинация |
| 2020 | Billboard Music Awards           | Top Country Album | Номинация |

## Список композиций
По данным сервиса Tidal.
| №                   | Название                                                | Автор(ы)                                       | Продюсеры           | Длительность |
| ------------------- | ------------------------------------------------------- | ---------------------------------------------- | ------------------- | ------------ |
| 1.                  | «Girl»                                                  | Марен Моррис Грег Кёрстин Sarah Aarons         | Кёрстин             | 4:10         |
| 2.                  | «The Feels»                                             | Моррис Jimmy Robbins Laura Veltz               | busbee Моррис       | 3:07         |
| 3.                  | «All My Favorite People» (при участии Brothers Osborne) | Моррис Ryan Hurd Mikey Reaves                  | busbee Моррис       | 3:19         |
| 4.                  | «A Song for Everything»                                 | Моррис Robbins Veltz                           | busbee Моррис       | 3:14         |
| 5.                  | «Common» (при участии Brandi Carlile)                   | Моррис Кёрстин Aarons                          | Кёрстин             | 4:05         |
| 6.                  | «Flavor»                                                | Моррис Robbins Veltz                           | busbee Моррис       | 3:16         |
| 7.                  | «Make Out with Me»                                      | Моррис Julian Bunetta John Ryan                | busbee Моррис       | 2:16         |
| 8.                  | «Gold Love»                                             | Моррис busbee                                  | busbee Моррис       | 3:23         |
| 9.                  | «Great Ones»                                            | Моррис Hurd Reaves                             | busbee Моррис       | 3:41         |
| 10.                 | «RSVP»                                                  | Моррис Natalie Hemby Jon Randall Mark Trussell | busbee Моррис       | 3:34         |
| 11.                 | «To Hell & Back»                                        | Моррис Jessie Jo Dillon Veltz                  | busbee Моррис       | 3:15         |
| 12.                 | «The Bones»                                             | Моррис Robbins Veltz                           | Кёрстин             | 3:17         |
| 13.                 | «Good Woman»                                            | Моррис Kathleen Edwards Ian Fitchuk            | busbee Моррис       | 3:31         |
| 14.                 | «Shade»                                                 | Моррис Hemby Tyler Johnson                     | busbee Моррис       | 2:51         |
| Общая длительность: | Общая длительность:                                     | Общая длительность:                            | Общая длительность: | 46:59        |

## Позиции в чартах
| Чарт (2019)                        | Высшая позиция |
| ---------------------------------- | -------------- |
| Австралия (ARIA)                   | 29             |
| Канада (Canadian Albums Chart)     | 14             |
| Шотландия (Scottish Albums Chart)  | 22             |
| Великобритания (UK Albums Chart)   | 72             |
| US Billboard 200                   | 4              |
| США (Billboard Top Country Albums) | 1              |
| США (Billboard Digital Albums)     | 2              |
| US Top Album Sales (Billboard)     | 2              |

| Чарт (2019)                    | Позиция |
| ------------------------------ | ------- |
| Billboard 200                  | 105     |
| Top Country Albums (Billboard) | 10      |

## Сертификации
| Регион                                                                      | Сертификация | Продажи |
| --------------------------------------------------------------------------- | ------------ | ------- |
| Канада (Music Canada)                                                       | Платиновый   | 80 000  |
| США (RIAA)                                                                  | Золотой      | 636,000 |
| Данные о продажах + прослушиваниях приведены только на основе сертификации. |              |         |